# Josimar Atoche
Josimar Jair Atoche Bances (ur. 29 września 1989 w Callao) – peruwiański piłkarz występujący na pozycji pomocnika, czterokrotny reprezentant Peru.

## Kariera klubowa
Josimar Atoche karierę na poziomie seniorskim rozpoczął w 2008 roku w Unión Huaral. Po zakończeniu sezonu 2009, w którym jego klub grał w IV lidze, przeszedł do Alianza Atlético grającego w Primera División Peruana. Występował również w innych klubach z peruwiańskiej ekstraklasy, a w 2014 roku grając w Alianzie Lima został wicemistrzem kraju i wywalczył Torneo del Inca. Na początku stycznia 2017 został graczem Unión Comercio, a 3 lutego na zasadzie wolnego transferu trafił do Górnika Łęczna.

## Kariera reprezentacyjna
10 października 2014 zadebiutował w reprezentacji Peru w przegranym 0:3 meczu towarzyskim z Chile. W tym samym roku zagrał w trzech kolejnych sparingowych meczach reprezentacji.

## Sukcesy
José Gálvez FBC
- Copa Federación: 2012

Club Alianza Lima
- Torneo del Inca: 2014